# Джон Грейвз Сімко
Джон Грейвс Сімко (англ. John Graves Simcoe; 25 лютого 1752, Соттерсток, Ондель, Англія — 26 жовтня 1806, Ексетер, Англія) — офіцер британської армії та перший лейтенант-губернатор Верхньої Канади (1791–1796). Засновник міста Йорк (нині — Торонто) в Канаді.
Сімко причинився до впровадження в Канаді таких традиційних британських інститутів, як-от: суд присяжних, загальне право та право на власність нерухомості. Відомий ще тим, що посприяв із покінченям рабства у Верхній Канаді (1810), — раніш ніж у всій Британській імперії (1834).

## Біографічні відомості
Джон Грейвз Сімко — єдиний син (із четверо дітей капітана Британських військово-морських сил Джона Сімко), що вижив у дитинстві. Його батько-капітан командував 60-гарматним бойовим кораблем «HMS Pembroke», на борті якого служив вітрильним майстером за облоги Луїсбурга (1758), Джеймс Кук. 
У 1759 році, по смерті батька на пневмонію кілька місяців до облоги Квебеку, мати-вдова повернулася в Англію — у батьківський будинок Вільяма і Мері (з дому Гаченсон) Сімко, в Ексетер. Переїзд посприяв Джону в здобутті освіти в Ексетерській гімназії й Ітонському коледжі. Згодом його, як першокурсника Оксфордського університету, прийнято в юридичний заклад Лінкольнз інн; проте він рішився на військову кар'єру, чого й був бажав йому батько. 

## Шлюб і сім'я
Хрещеним батьком Сімко був британським адмірал Самуїл Грейвз. У 1782 році Сімко одружився в палаті Грейвса з Елізабет Постума Гвіллім (англ. Elizabeth Posthuma Gwillim) — в них у сім'ї було п'ять дочок до проживання в Канаді. Дочка Кетрін, єдина канадка за місцем народження, померла в дитинстві в місті Йорк, у Верхній Канаді: її поховано у Меморіальному парку при Портленд-авеню на Площі Вікторії.

## Військова кар'єра
У 1770 році Сімко став прапорщиком 35-го піхотного полку британської армії і його частину відправлено в тринадцяти колоній. За часи Американської війни він воював в облозі Бостона та став капітаном гренадерів 40-ї компанії піхотного полку. Відтак він воював у Нью-йоркській та Нью-джерсійській кампаніях та в Філадельфійській. Він командирував у 40-й Битва Брендівайн, на якій його поранено.
У 1777 року Сімко намагався створити полк лоялістів із вільних чорношкірих бостонців, але замість цього йому запропоновано командування Королівських рейнджерів — відмінно вишколеної легкої артилерії, у склад якої входили 11 компаній по 30 чоловік у кожній, по одній їз гренадерської, гусарної та легких піхотинців. Ці рейнджери й воювали у Філадельфійській виборчій кампанії: точніше в «Битві при Крукед-Білет» (англ. Battle of Crooked Billet).
У 1778 році Симко, під час годування експедиції «Битва при мосту Куінтон» (протистояли повстанські міліції), який командував нападом на будинок суддя Вільям Хенкока, убивши 20 американських повстанців у сні і поранивши 12 інших. Вільям Хенкок був також убитий, хоча він не був з американцями. Різанина сталася в нічний час і в багнети. 28 червня того ж року, Сімко і рейнджерів його королева взяла участь в Битва при Монмут, і близько Фрі-Тауншип, Нью-Джерсі.
Протягом зими 1779 року, Сімко спробували захопити Джордж Вашингтон, але вирішив, що його люди не будуть стріляти майбутнього президента. Протягом цього року, Арманд де ла Таффін Rouerie захопив Симко Симко був випущений в 1781 році і приєднався до своїх блоком в Вірджинії. Він брав участь в Битва звичайних Спенсер | перестрілка біля Вилямсберг, і був у Облога Йорктаун. Інвалідність він назад в Англію в грудні того ж року, як підполковник.
Симко написав книгу про свій досвід роботи з Рейнджерс, під назвою «Журнал операцій Рейнджерс королеви з кінця 1777 року до висновку в кінці американської війни», яка була опублікована в 1787 році.

## Лейтенант-губернатор Верхньої Канади
Провінція Верхньої Канади був створений відповідно до Конституційного акту 1791, протягом декількох років наприкінці американської війни. Ця область була знову населена в основному англо-американської та інших лоялістів з тринадцяти колоній, а також шість націй ірокезів, які були союзниками під час війни.
Коронна Ангії купив землю у Міссісазі та інші Перший Націй для даного лоялістів земельні подарували у частковій компенсації майна, втраченого в Сполучених Штатах, і, щоб допомогти їм створити нові громади.
Симко був призначений віце-губернатором і планував переїхати у Верхню Канаду з дружиною Елізабет і дочка Софія, залишивши трьох дочок позаду з їх тіткою. Вони виїхали з Англії у вересні і прибув 11 листопада. Оскільки це було вже в пізню пору року, щоб зробити поїздку у Верхню Канаду через суворі погодні умови, сім'я Симко провели зиму в Квебек. Наступної весни вони переїхали в Кінгстон, а потім Ньюарк (нині Ніагара-он-да-Лейк).
Конституційний закон передбачав, що провінційний уряд буде складатися з віце-губернатора, призначеного виконавчої ради і Законодавчої ради та обрано Законодавчими зборами. Перше засідання дев'яти членів законодавчої ради і шістнадцять членів Законодавчі збори Верхньої Канади відбулося в Ньюарку 17 вересня 1792 року.
Першим пріоритетом Симко мав справу з наслідками Північно-Захід індіанської війни, в якій американські індіанці воювали з Сполученими Штатами над посяганням на їх території на захід від Аппалачі. Війна спалахнула між Великою Британією і Францією в 1793 році. Хоча Сполучені Штати зобов'язалися нейтралітету, його симпатії були на боці Франції, союзника під час революції. Симко було доручено, щоб не дати США причиною недовіри Британії, але в той же час зберегти корінні американці по обидві сторони кордону дружньої Великої Британії. Симко суті заперечував межі визначені в Паризький договір (1783 р.) на тій підставі, що американці недійсним договору. Британці хотіли індіанці, щоб сформувати буферну державу між двома країнами. Племена штовхнув в область ірокезами і колоністів у союзі з існуючими регіональними племен. Разом груп Оттава,
Оджибва, Потаватомі, і Гурон, і від Східної Іллінойс Країна: Маямі, Веа, Кікапу, Маскутенів і Піанкашо, а з Огайо: Делавари (Ленап), Шоні, Мінго і вайандоти займається розсіяного війні з США, намагається покласти край англо-американського вторгнення. Конфлікти були названі Північно-Захід індійська війна. Індіанці попросили Британського про військову підтримку, яку вони спочатку відмовилися. Вони дійсно постачали індіанців зброєю в 1794 році.
У лютому 1794 року губернатор Головний Лорд Дорчестер, очікуючи, що американці їх честі договір з Францією, заявив, що війна, швидше за все, вибухне між Сполученими Штатами і Великою Британією до кінця цього року не було. Його заява закликав індійців у їхній війні. Дорчестер наказав Симко згуртувати індіанців і руку британські судна на Великі озера. Він також побудував Форт Маямі (нині Толідо, Огайо) надавати індіанців в майбутній війні. Симко вигнав американців з поселення на південному озеро Ері, який погрожував британським контролем озера. Джордж Вашингтон засудив «нерегулярним і свавільним розгляду пана сімку». Хоча Дорчестер планується до оборонної війни, Сімко Лондона закликав оголосити війну: «Верхньої Канади не на захист, залишаючись у межах лінії». Лорд Дорчестер був даний офіційний догану за його сильною промовою проти американців в 1794 році. Симко зрозумів, що зробив Ньюарк непридатними капіталу, тому що це було на кордоні Сполучених Штатів і об'єктом атаки. Він запропонував перенести столицю більш захищені позиції в середині південно-західному півострові Верхньої Канади між озеро Ері і озера Гурон. Він назвав нове місце Лондона і перейменували річку, як Темзи в очікуванні змін.
Господь Дорчестер відхилив цю пропозицію, але він прийняв другий варіант Симко Торонто. Симко переніс столицю в Торонто в 1793 році, перейменування селища Йорку після Фредерік, герцог Йоркський, Георга III Другий син.
Симко почалося будівництво двох основних маршрутів через Онтаріо, щоб допомогти в обороні Верхньої Канади, вони б також допомогти заохотити врегулювання і торгівлі по всій провінції. Янг-стріт, названий на честь військового міністра сер Джордж Янг, був побудований з півночі на південь між одним з двох волоків торгівлю хутром маршрути між Озеро Онтаріо і Озеро Симко. Солдати Королеви Рейнджерс почали скорочувати дорогу в серпні 1793, досягнувши Голландії Посадка в 1796 році. Інша дорога, Дондас-Стріт, названий на честь міністра колоній Генрі Дондас, був побудований з сходу на захід між Лондон і Йорк.
Північно-Західний індіанської війни заїкався до зупинки після США перемогли індіанці в Битва при Фален-Тимберс. Вони уклали мир під Договір Грінвілл. У той час як ще в стані війни з Францією, англійці не могли дозволити собі дратувати американців. В Договір Джея 1794, вони погодилися відмовитися від кордону фортеці і переїхати на їх боці кордону, визначені в Паризький договір 1783. Їх план індійському штаті буфера не вдалося. Після британського здалися Форт-Найагра листопаді 1796 роки, вони стикаються Сполучені Штати з Канади через річку Ніагара.

## Пізніша кар'єра
У липні 1796 року слабкого здоров'я змушений Симко повернутися до Великої Британії. Він був не в змозі повернутися у Верхню Канаду і покинув свій пост в 1798 році.
Він деякий час служив командувачем британськими військами в Сан-Домінго (Гаїті). Там, у навесні 1797 року, він захищав прибережне місто Сен-Марко, але програв
Міребалайс і Центрального плато силам Туссен Лувертюр, лідер повстання рабів. Ця кампанія ознаменувало кінець англійської спроби, у співпраці з власниками плантацій, відновити рабство та інші аспекти режиму старого.
Симко була введена в експлуатацію полковник з 81-ї ноги в 1798 році, але обмінялися положення для 22-ї ноги менше ніж за шість місяців по тому. Він також був командувачем Західного округу у Великій Британії. У 1806 році він був призначений командиром-Головний Індія (на успіх Чарльз Корнуолліс, 1-й маркіз Корнуолліс, який помер незабаром після прибуття до Індії.) Сімко помер в Ексетері перед вступом на посаду. Жерар озера, 1-й віконт озера був знову призначений замінити сімку.
Симко був похований в Волфорд-Каплиця на Сімко родовому маєтку поблизу Гонітон, графство Девон. Фундація Спадщини Онтаріо набув право власності на # 2726 Каплиця в 1982 році.

## Спадок

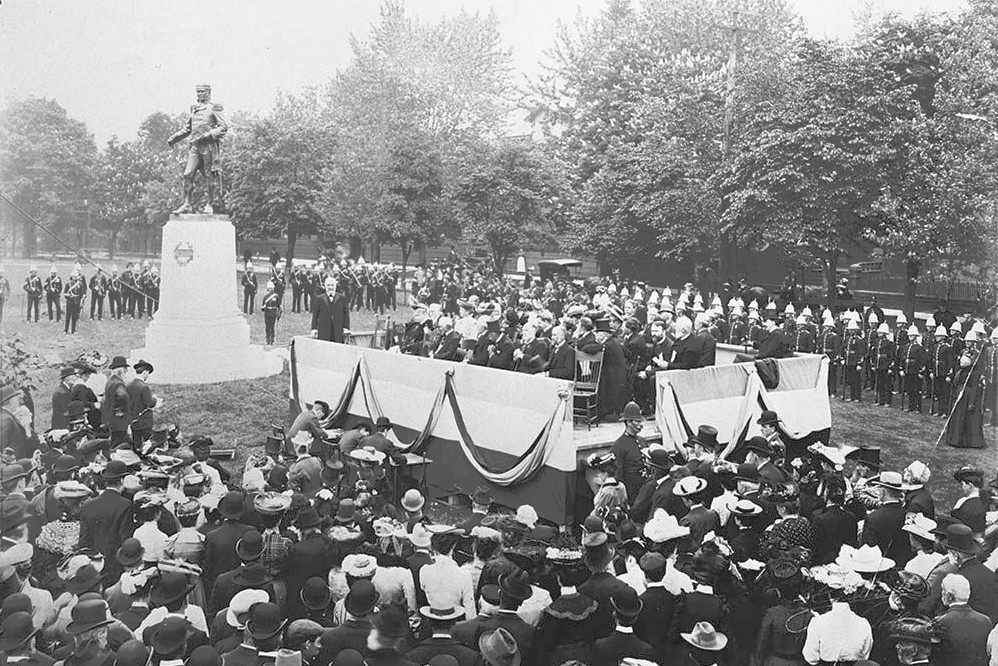
1903 відкриття генерал Джон Грейвс Симко пам'ятник на Квінс Парк в Торонто.

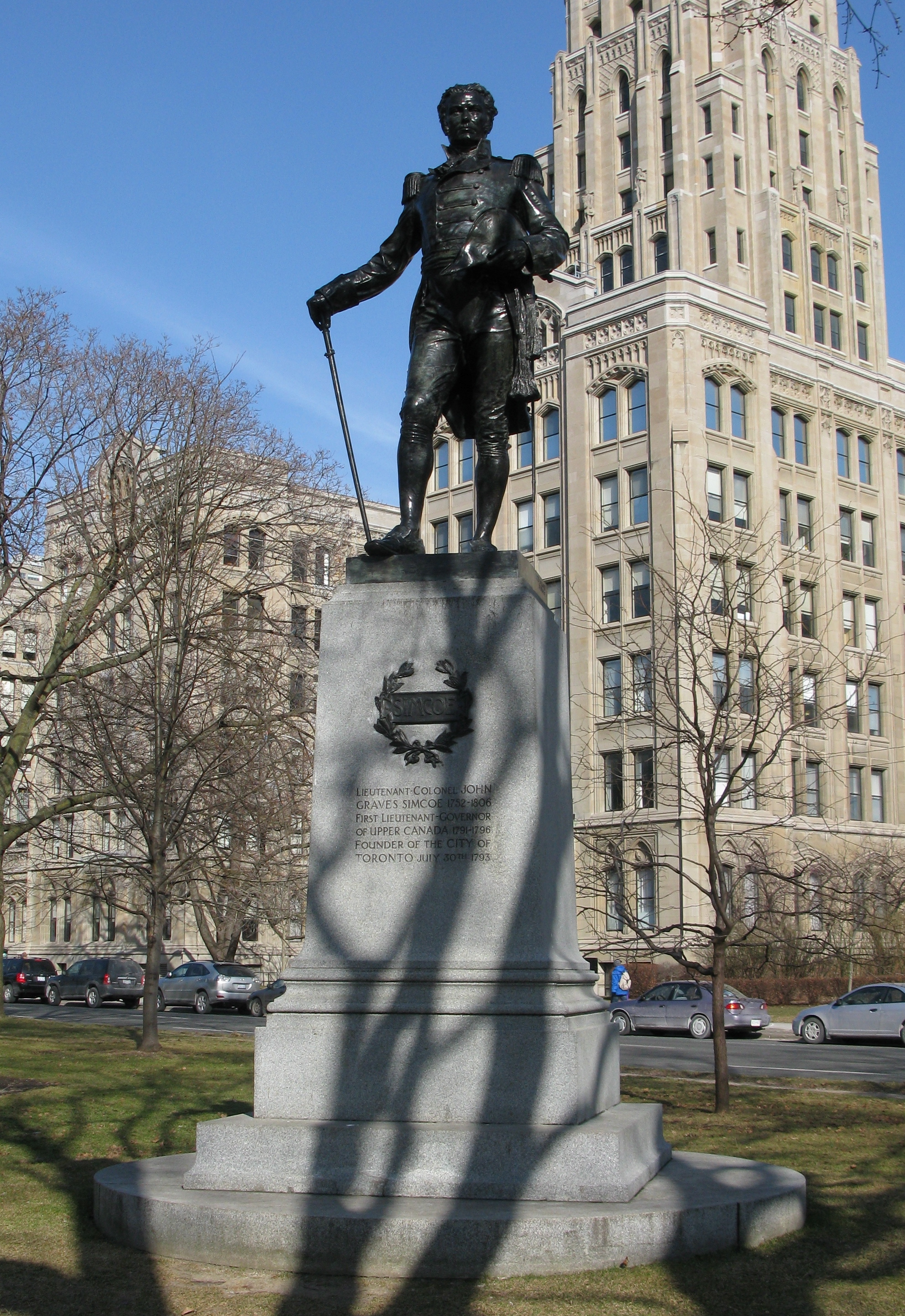
статуя Іоанна Грейвс Симко перший Віце-губернатор з Верхньої Канади по Вальтер Сеймур Алвард 1903 Парк (Торонто)

- Закон про боротьбу з рабством пройшла в 1793 році, що призвело до скасування рабства в Верхньої Канади до 1810 році. Він був замінений на Закон про скасування рабства 1833, що скасували рабство через Британська імперія.
- Симко ім'ям Лондон, Онтаріо і річки Темзи у Верхній Канаді.
- Він назвав Озеро Симко на честь свого батька.
- Симко назвав свого літнього будинку Замок Френк Брук для свого першого сина Френсіса Гвілим, які передували вісім дочок. (Він знаходиться в тому, що тепер називається Кабелжтойн, Околиці в Торонто)[8]

- Онтаріо Heritage Foundation поміщається меморіальна дошка на собор у Ексетері територія обнесена, щоб ознаменувати його життя.
- Полк Симко досі називається Йорк Рейнджерс королеви, в даний час броньовані розвідки полку канадських збройних сил резервів.

У багатьох місцях в Канаді були названі на честь Симко:
- Симко Норфолк графство, Онтаріо в південно-західному Онтаріо
- Цивільний Свято, офіційного свята відзначається по всій Канаді під різними назвами по регіонах, курортні[9] Шаблон:Мертвої посиланням був створений на честь Симко в місті Торонто Рада в 1869 році[10] Шаблон:Мертвої посиланням інших муніципалітетах Онтаріо, а потім інших провінціях незабаром узяв відпустку, а також, що призводить до її загальканадських статус, але без присвоєння Симко. У 1965 році міська рада Торонто оголосили відпустка буде відтепер іменуватиметься День Симко в Торонто.[10] Були зроблені спроби отримати офіційне ім'я провінційного і раніше Перемога в День [11]-поправками, але ні один не вдалося.
- Губернатор Симко середня школа в Сент-Кетерінс
- Губернатор Симко державній школі. Сорти K — 8, в Лондон, Онтаріо. Тепер закриті і знесені школа розташовувалася на розі Симко і Кларенс вулиць.
- Симко-стріт і Джон-Стріт в центрі Торонто, разом з Симко місце (офісна будівля) в центрі Торонто, також знаходяться поблизу форту, де жили Симко під час його перших років у Йорку.
- Симко Симко-стріт і вулиці Об'єднана Церква в Ошаві.
- Симко вулиці в Нью-Вестмінстер Симко і парк був названий полковник Муді з посиланням на зйомку області після міста Торонто.
- Симко виставкового комплексу в Симко.
- Симко Стріт, Школа Сімко Стріт Тигри бантом бейсбольної команди на Ніагарський водоспад
- Симко острови, розташований недалеко від Кінгстоні
- Симко зал, розташований на Сент Джордж кампуса Університет Торонто

Є два місця, названий за Симко з назвою' Господи, але сімку не було зроблено Господом в його житті. Вони є наступними:
- Лорд Симко Дрейв в Брамптоні, Онтаріо
- Лорд Симко готелів, яка діяла з 1956 по 1981

Капітан Джон Сімко Кеннавей, останній член сім'ї Симко, помер, не залишивши потомства в 1891 році і пережив за вдову 1911